# 1819 en musique classique
| \| • Retour à la chronologie générale de la musique classique • \| |
| Grèce • Rome • Haut Moyen Âge • VIIIe siècle • IXe siècle • Xe siècle • XIe siècle XIIe siècle • XIIIe siècle • XIVe siècle • XVe siècle • XVIe siècle • XVIIe siècle XVIIIe siècle • XIXe siècle • XXe siècle • XXIe siècle |
| • Retour à la chronologie générale de la musique classique • |

| Années en musique classique : 1816 - 1817 - 1818 - 1819 - 1820 - 1821 - 1822    |
| Décennies en musique classique : 1780 - 1790 - 1800 - 1810 - 1820 - 1830 - 1840 |

Cet article présente les faits marquants de l'année 1819 en musique.

## Événements
- 3 février : Semiramide riconosciuta, opéra de Giacomo Meyerbeer, créé au Teatro regio de Turin.
- 27 mars : Ermione, opéra de Gioachino Rossini, livret d'Andrea Leone Tottola, créé au Teatro San Carlo de Naples.
- 12 avril : Il falegname di Livonia, opéra de Giovanni Pacini, créé à la Scala de Milan.
- 26 juin : Emma di Resburgo, opéra de Giacomo Meyerbeer, créé au Théâtre San Benedetto de Venise.
- 24 octobre : La donna del lago, opéra de Gioachino Rossini sur un livret d'Andrea Leone Tottola inspiré du roman La Dame du lac de Walter Scott, créé au Teatro San Carlo de Naples.
- 26 décembre : Pietro il grande, Kzar delle Russie opéra de Gaetano Donizetti, créé au Teatro San Samuele de Venise.

Date indéterminée
- Franz Schubert compose le quintette en la majeur, D. 667 « La Truite ».

## Prix de Rome
1er Prix : Fromental Halévy, 2e Prix : Jean Massin dit Turina et Toussaint Poisson avec la cantate Herminie.

## Naissances
- 12 janvier :

Franz von Suppé

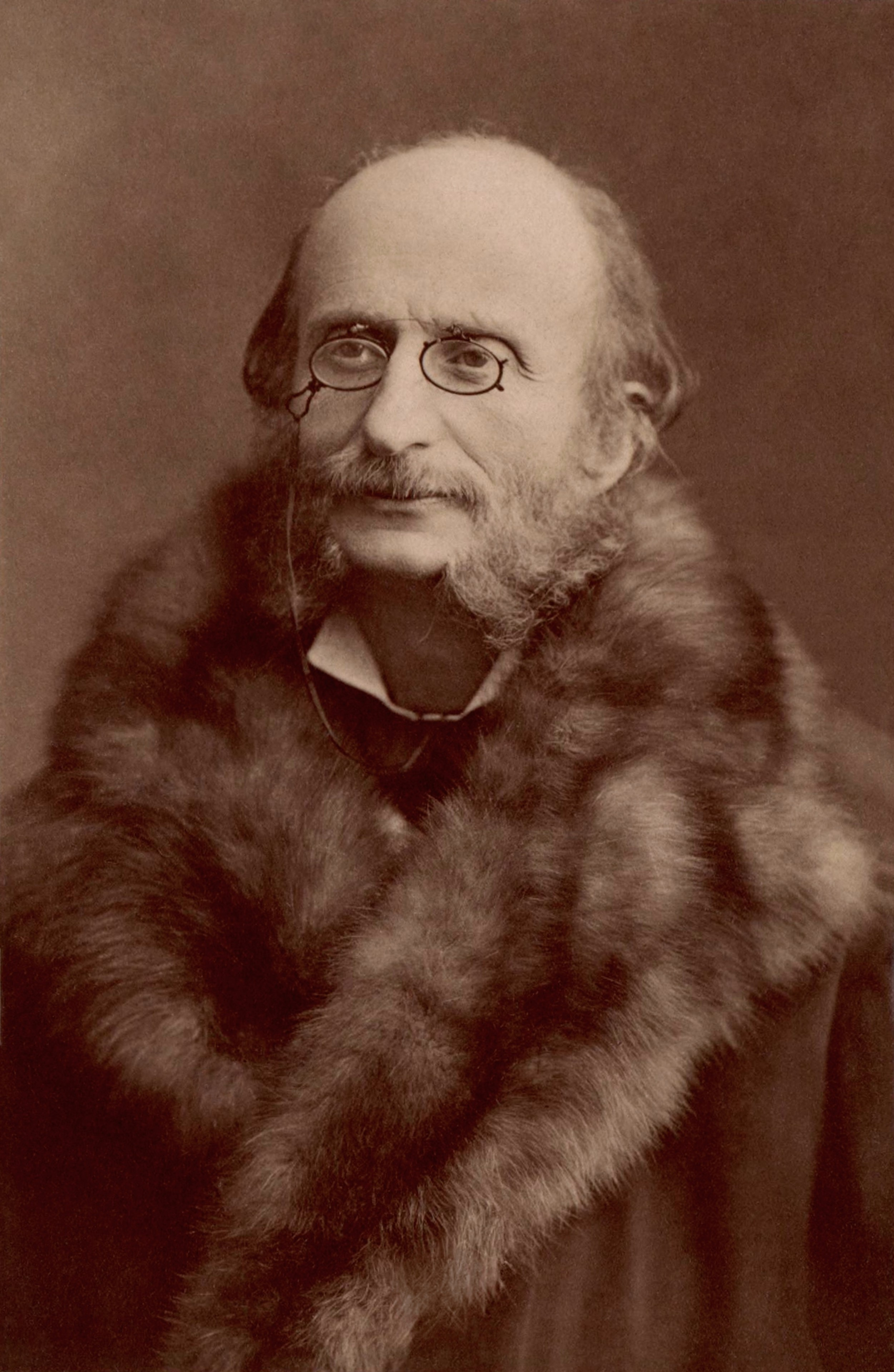
Jacques Offenbach

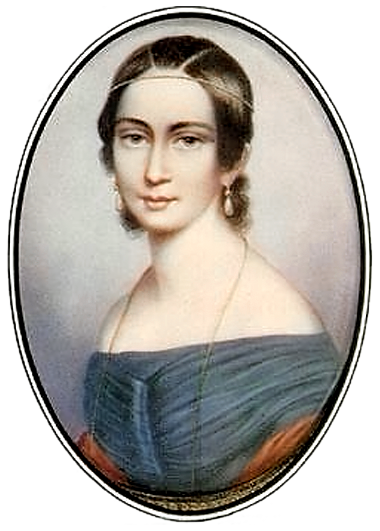
Clara Schumann

  - Eugène Crèvecoeur, compositeur français († 6 décembre 1891).
  - Adolf Gutmann, pianiste et compositeur allemand († 22 octobre 1882).
- 2 février : Girolamo Alessandro Biaggi, compositeur italien († 21 mars 1897).
- 17 février : Joseph Merklin, facteur d'orgues allemand († 10 juin 1905).
- 26 février : Elizabeth Stirling, compositrice et organiste anglaise († 25 mars 1895).
- 27 février : Raffaele Ferlotti, baryton italien chanteur d'opéra († 11 novembre 1891).
- 6 mars : Charles Frédéric Selmer, musicien militaire et clarinettiste français († 17 février 1878).
- 12 mars : Henriette Nissen-Saloman, cantatrice suédoise, mezzo-soprano († 17 août 1879).
- 7 avril : Hubert Léonard, violoniste et compositeur belge († 6 mai 1890).
- 11 avril : Charles Hallé, pianiste et chef d'orchestre anglais d'origine allemande († 25 octobre 1895).
- 16 avril : Adolphe-Gustave Chouquet, musicologue et écrivain français († 30 janvier 1886).
- 18 avril : Franz von Suppé, compositeur autrichien († 21 mai 1895).
- 28 avril : Léon Chic, chef de musique militaire et compositeur français († 16 juin 1916).
- 5 mai :
  - Achille De Bassini, baryton italien d'opéra († 3 juillet 1881).
  - Stanisław Moniuszko, compositeur, pianiste, organiste, directeur de théâtre et pédagogue polonais († 4 juin 1872).
- 18 mai : Julius Hopp, compositeur, chef d'orchestre, arrangeur et traducteur autrichien († 28 août 1885).
- 19 mai : Georges-Charles d'Amboise, auteur compositeur († 8 juillet 1888).
- 20 juin : Jacques Offenbach, compositeur français († 5 octobre 1880).
- 2 juillet : Charles-Louis Hanon, compositeur et professeur de piano français († 19 mars 1900).
- 3 juillet : Louis Théodore Gouvy, compositeur français († 21 avril 1898).
- 24 juillet : Jérôme Savari, chef de musique militaire et compositeur français († 3 juin 1870).
- 25 juillet : Louis Deffès, compositeur français († 28 mai 1900).
- 23 août : Jules Mercier, Violoniste et chef d'orchestre français († 5 mars 1868).
- 13 septembre : Clara Schumann, pianiste et compositrice allemande († 20 mai 1896).
- 15 septembre : Jules Pasdeloup, chef d'orchestre français († 13 août 1887).
- 26 octobre : Jeanne-Anaïs Castellan, soprano française († 1861).
- 1er décembre : Charles Wugk Sabatier, pianiste, organiste, compositeur et professeur de musique canadien d'origine française († 22 août 1862).
- 22 décembre : Franz Abt, compositeur allemand († 31 mars 1885).
- 23 décembre : Johann Peter Cavallo, organiste, pianiste et compositeur d'origine allemande († 19 avril 1892).
- 27 décembre : Juan María Guelbenzu, pianiste et compositeur espagnol († 8 janvier 1886).

Date indéterminée
- Giuseppe Garibaldi, organiste et compositeur italien († 25 mai 1908).

## Décès

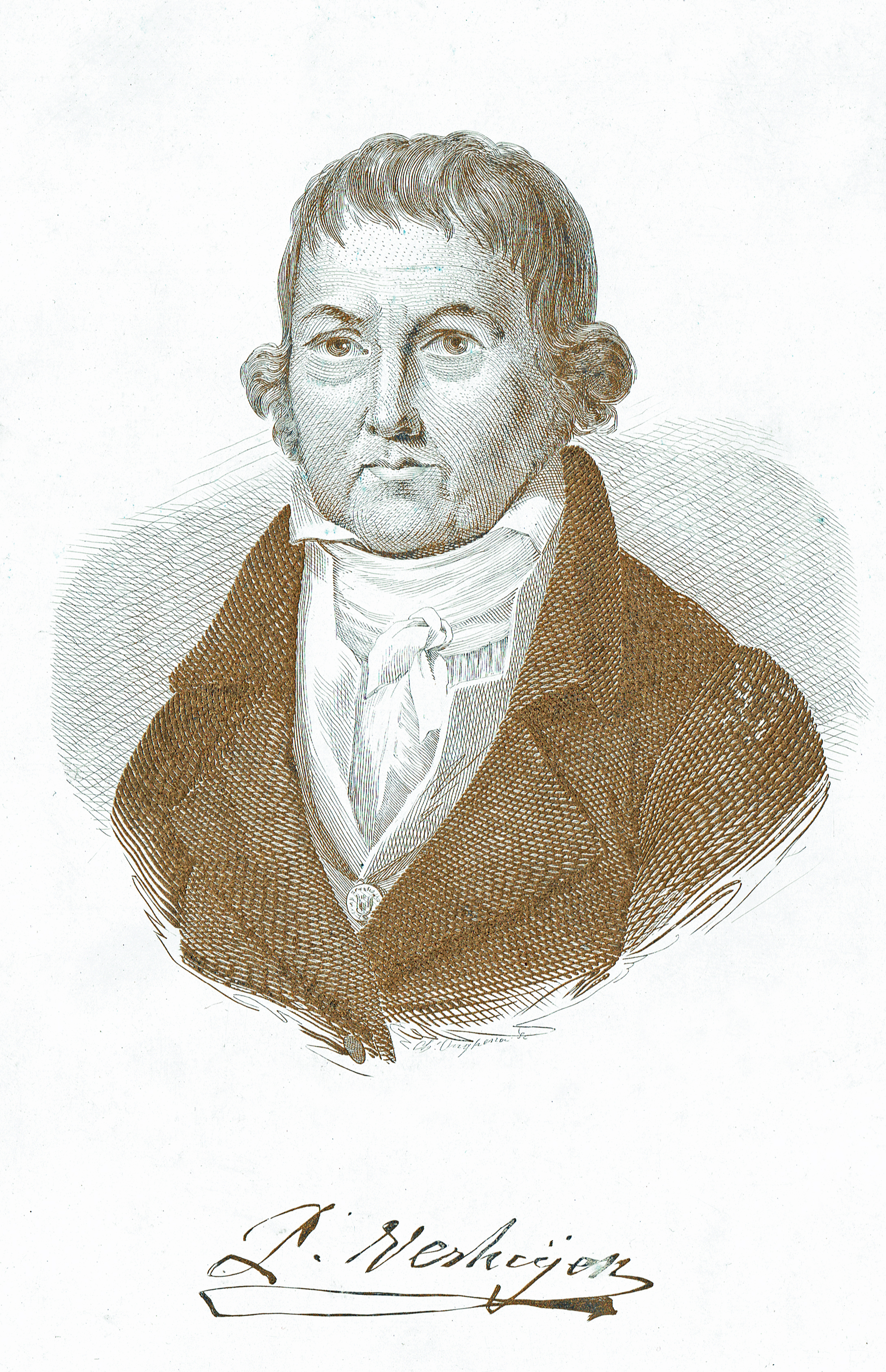
Pieter Verheyen

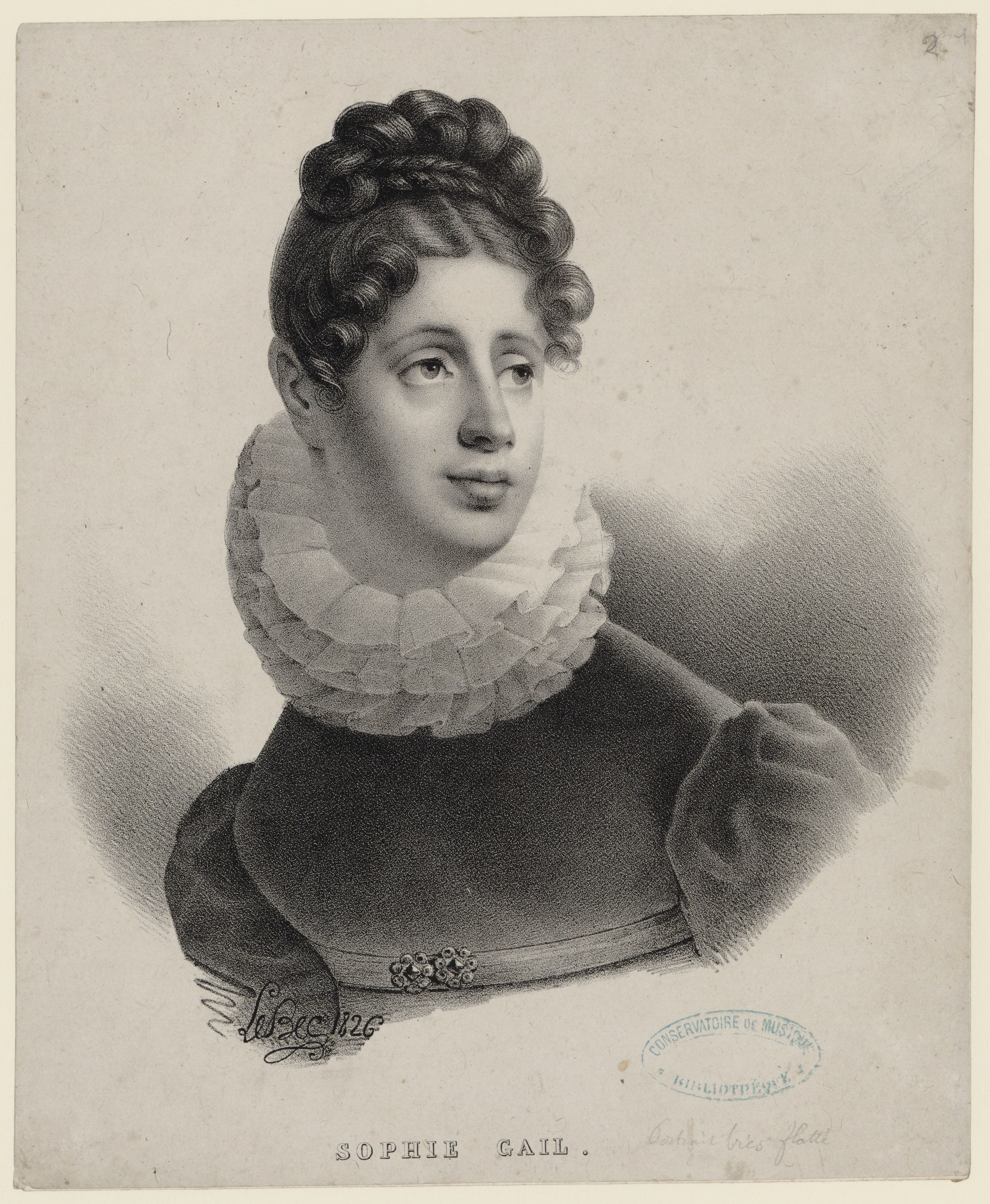
Sophie Gail

- 11 janvier : Pieter Verheyen, compositeur, organiste et chanteur flamand (° 15 janvier 1747).
- 16 mars : Nicolas Séjan, musicien français (° 17 mars 1745).
- 3 mai : Anne-Pierre-Jacques Devismes du Valgay, homme de lettres et musicographe français (° 1745).
- 11 mai : Kaspar Fürstenau, flûtiste et compositeur allemand (° 26 février 1772).
- 20 juin : Maria Anna Braunhofer, soprano autrichienne (° 15 janvier 1748).
- 21 juin : Georg Druschetzky compositeur bohémien (° 7 avril 1745).
- 30 juin : Ernst Ludwig Gerber, compositeur allemand, connu pour ses publications musicologiques (° 29 septembre 1746).
- 24 juillet : Sophie Gail, compositrice française (° 28 août 1775).
- 7 août : Joseph Bähr, clarinettiste allemand (° 19 février 1770).
- 18 août : Agostino Accorimboni, compositeur italien (° 28 août 1739).
- 7 septembre : Jean-Louis Duport, violoniste français (° 4 octobre 1749).
- 30 septembre : Nicolas Roze, compositeur et musicologue français (° 17 janvier 1745).
- 20 décembre : Louis-Luc Loiseau de Persuis, musicien français (° 4 juillet 1769).
- 29 décembre : Josepha Weber, soprano allemande (° 1758).

Date indéterminée
- Bernard Viguerie, musicien et compositeur français (° 17 septembre 1761).